# Dicaeidae
Ciugulitoarele de flori sunt o familie de păsări paseriforme, Dicaeidae. Familia cuprinde două genuri, Dicaeum și Prionochilus, cu 54 de specii în total. Familia a fost uneori inclusă într-o familie extinsă de păsări solare, Nectariniidae. Păsările de pădure din familia Melanocharitidae și păsările din Paramythiidae, au fost și ele incluse în această familie. Familia este răspândită în sudul Asiei tropicale și în Australasia, din India spre est până în Filipine și spre sud până în Australia. Familia are o arie de răspândire largă, ocupând o gamă largă de medii, de la nivelul mării până la habitate montane. Unele specii, cum ar fi Dicaeum hirundinaceum din Australia, sunt înregistrate ca fiind foarte nomade pe anumite părți ale arealului lor.
Acestea sunt păsări mici, de la ciugulitoarea de flori pitică de 10 cm și 5,7 grame până la ciugulitoarea de flori pestriță de 18 cm și 12 grame. Nectarul face parte din dieta lor, deși consumă și fructe de pădure, păianjeni și insecte.